# Torbjørn Bergerud
Torbjørn Sittrup Bergerud, född 16 juli 1994, är en norsk handbollsmålvakt som spelar för Kolstad Håndball och det norska landslaget.

## Meriter
Med klubblag
- Dansk cupmästare 2017 med TTH Holstebro
- Tysk mästare 2019 med SG Flensburg-Handewitt
- Tysk Supercupmästare 2019 med SG Flensburg-Handewitt
- Dansk mästare 2022 med GOG
- Norsk cupmästare 2022/23 med Kolstad Håndball
- Norska ligan 2023 med Kolstad Håndball

Med landslag
- VM 2017, VM 2019
- EM 2020